# Timothy Fosu-Mensah
Evans Timothy Fosu-Mensah (Amsterdam, 2 januari 1998) is een Nederlands voetballer die doorgaans als verdediger speelt, maar ook als middenvelder inzetbaar is. Hij verruilde in januari 2021 Manchester United voor Bayer Leverkusen. Fosu-Mensah debuteerde in 2017 in het Nederlands voetbalelftal. Zijn vier jaar oudere broer Alfons Fosu-Mensah is ook profvoetballer.

## Clubcarrière

### Ajax
Fosu-Mensah begon in de F-jeugd bij AVV Zeeburgia en doorliep de jeugdopleiding van Ajax. Door zijn goede spel tijdens de Future Cup, een door Ajax georganiseerd jeugdtoernooi, overtuigde hij Manchester United om hem in de zomer van 2014 aan te trekken.

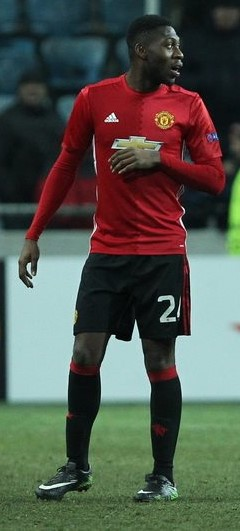
Fosu-Mensah met Manchester United in 2016

### Manchester United
Op 28 februari 2016 maakte Fosu-Mensah zijn officiële debuut in het eerste van Manchester United. Trainer Louis van Gaal bracht hem tijdens een competitiewedstrijd tegen Arsenal op Old Trafford (3–2) in de vijfenvijftigste minuut in voor linksback Marcos Rojo. Fosu-Mensah kreeg in de daaropvolgende thuiswedstrijd tegen Watford (1–0) op 2 maart 2016 als centrale verdediger zijn eerste basisplaats.

### Verhuur
Manchester United verhuurde Fosu-Mensah in augustus 2017 voor een jaar aan Crystal Palace, waar Frank de Boer op dat moment net was aangesteld als trainer. Hij bracht het seizoen 2018/19 vervolgens op huurbasis door bij Fulham.

### Manchester United
Aan het begin van seizoen 2019/20 keerde hij terug naar Manchester United. De eerste helft van het seizoen kwam hij niet in actie door een knieoperatie in april.

### Bayer Leverkusen
Op 13 januari 2021 tekende Fosu-Mensah een driejarig contract bij Bayer Leverkusen.

## Clubstatistieken
| Seizoen | Club                | Competitie     | Competitie | Competitie | Beker | Beker | Internationaal | Internationaal | Totaal | Totaal |
| Seizoen | Club                | Competitie     | Wed.       | Dlp.       | Wed.  | Dlp.  | Wed.           | Dlp.           | Wed.   | Dlp.   |
| ------- | ------------------- | -------------- | ---------- | ---------- | ----- | ----- | -------------- | -------------- | ------ | ------ |
| 2015/16 | Manchester United   | Premier League | 8          | 0          | 2     | 0     | —              | —              | 10     | 0      |
| 2016/17 | Manchester United   | Premier League | 4          | 0          | 3     | 0     | 4              | 0              | 11     | 0      |
| 2017/18 | → Crystal Palace    | Premier League | 21         | 0          | 3     | 0     | —              | —              | 24     | 0      |
| 2018/19 | → Fulham            | Premier League | 12         | 0          | 1     | 0     | —              | —              | 13     | 0      |
| 2019/20 | Manchester United   | Premier League | 3          | 0          | 1     | 0     | 2              | 0              | 6      | 0      |
| 2020/21 | Manchester United   | Premier League | 1          | 0          | 0     | 0     | 2              | 0              | 3      | 0      |
| 2020/21 | Bayer 04 Leverkusen | Bundesliga     | 6          | 0          | 1     | 0     | 0              | 0              | 7      | 0      |
| 2021/22 | Bayer 04 Leverkusen | Bundesliga     | 6          | 0          | 0     | 0     | 2              | 0              | 8      | 0      |
| 2022/23 | Bayer 04 Leverkusen | Bundesliga     | 11         | 0          | 0     | 0     | 4              | 0              | 15     | 0      |
| 2023/24 | Bayer 04 Leverkusen | Bundesliga     | 0          | 0          | 0     | 0     | 0              | 0              | 0      | 0      |
| TOTAAL  | TOTAAL              | TOTAAL         | 72         | 0          | 11    | 0     | 14             | 0              | 97     | 0      |

## Interlandcarrière
Met het Nederlands voetbalelftal onder 17 nam hij deel aan het Europees kampioenschap voetbal onder 17 - 2015. Bondscoach Danny Blind nam hem in mei 2016 voor het eerst op in de voorlopige selectie voor het Nederlands elftal. Fosu-Mensah had op dat moment zeven officiële wedstrijden voor Manchester United gespeeld. Fosu-Mensah maakte op 31 augustus 2017 zijn interlanddebuut. Hij was basisspeler in een met 4–0 verloren WK-kwalificatiewedstrijd uit tegen Frankrijk.
| Interlands van Timothy Fosu-Mensah voor Nederland | Interlands van Timothy Fosu-Mensah voor Nederland | Interlands van Timothy Fosu-Mensah voor Nederland | Interlands van Timothy Fosu-Mensah voor Nederland | Interlands van Timothy Fosu-Mensah voor Nederland | Interlands van Timothy Fosu-Mensah voor Nederland | Interlands van Timothy Fosu-Mensah voor Nederland |
| №                                                 | Datum                                             | Wedstrijd                                         | Uitslag                                           | Competitie                                        | Goals                                             |                                                   |
| ------------------------------------------------- | ------------------------------------------------- | ------------------------------------------------- | ------------------------------------------------- | ------------------------------------------------- | ------------------------------------------------- | ------------------------------------------------- |
|                                                   |                                                   |                                                   |                                                   |                                                   |                                                   |                                                   |
| Als speler van Crystal Palace FC                  |                                                   |                                                   |                                                   |                                                   |                                                   |                                                   |
| 1.                                                | 31 augustus 2017                                  | Frankrijk – Nederland                             | 4 – 0                                             | Kwalificatie WK 2018                              |                                                   |                                                   |
| 2.                                                | 9 november 2017                                   | Schotland – Nederland                             | 0 – 1                                             | Vriendschappelijk                                 |                                                   |                                                   |
| 3.                                                | 26 maart 2018                                     | Portugal – Nederland                              | 0 – 3                                             | Vriendschappelijk                                 |                                                   |                                                   |

Bijgewerkt op 21 juni 2019

## Erelijst
| Competitie          |                   |                   |                   |                   |
| Competitie          | Aantal            | Jaren             |                   |                   |
| Manchester United   | Manchester United | Manchester United | Manchester United | Manchester United |
| ------------------- | ----------------- | ----------------- | ----------------- | ----------------- |
| UEFA Europa League  | 1x                | 2016/17           |                   |                   |
| FA Cup              | 1x                | 2015/16           |                   |                   |
| EFL Cup             | 1x                | 2016/17           |                   |                   |
| Bayer Leverkusen    |                   |                   |                   |                   |
| Kampioen Bundesliga | 1x                | 2023/24           |                   |                   |

1 Hrádecký  ·
3 Hincapié ·
4 Tah ·
5 Hermoso ·
7 Hofmann ·
8 Andrich ·
10 Wirtz ·
11 Terrier ·
12 Tapsoba ·
13 Arthur ·
14 Schick ·
16 Buendía ·
17 Kovář ·
18 Sarco ·
19 Tella ·
20 Grimaldo ·
21 Adli ·
22 Boniface ·
23 Mukiele ·
24 García ·
25 Palacios ·
30 Frimpong ·
34 Xhaka ·
36 Lomb ·
44 Belocian ·
Coach: Alonso